# Les Routiers
Relais Routiers este numele unei rețele franceze de restaurante destinate șoferilor de camion (routiers în franceză) și transportatorilor rutieri din Franța. Restaurantele membre ale rețelei sunt publicate într-un ghid cu același nume, actualizat în fiecare an, editat de editura Groupe SEJT. Editura se ocupă și de revista lunară Les Routiers, cu un tiraj mediu de 45.000 de exemplare, care oferă informații profesionale și o revistă-magazin pentru transportatorii rutieri.

## Istorie
În anul 1934 jurnalistul francez François de Saulieu de la Chomonerie (1907-1987) a realizat un reportaj despre viața grea a șoferilor de camion. Pentru a-i organiza într-o uniune, el decide să creeze un ziar lunar, Les Routiers, și recomandă ca restaurantele situate de-a lungul principalelor rute de transport care servesc mese simple și copioase la prețuri accesibile să se unească. Celebrul logo rotund, albastru și roșu este creat pentru a distinge restaurantele recomandate. În același an, a fost publicat un anuar, La route facile, care cataloga restaurantele și hotelurile lanțului. Mai târziu va adopta titlul Guide des Relais Routiers și va fi cunoscut cu porecla de Guide Rouge (Ghid Roșu) al gastronomiei. În 2010, ghidul a fost publicat în 45.000 de exemplare. La origini, rețeaua a reunit aproape 2.000 de unități, iar în 1950 avea 5.000 de unități.
În afară de servirea unui meniu complet de preparate tradiționale și locale la un preț maxim de 14 euro, pentru a face parte din rețea este necesară o zonă de parcare de minim 500 m², precum și toalete și dușuri curate. Calitatea excepțională a unităților se remarcă prin caserole, urmând exemplul stelelor Michelin. În 2021, potrivit unor surse, rețeaua franceză avea între 700 și 1.600 de unități.